# Старогрчка трагедија
Античка трагедија или грчка трагедија је позоришни жанр који је настао у античкој Грчкој. Своју најзначајнију форму стекла је у 5. веку п. н. е. Најважнији писци трагедија су Есхил, Софокле и Еурипид.

## Назив
Термин трагедија (сложеница настала од грчких речи трагос (грч. τράγος) «јарац» и оиде (грч. ωδη) «песма») као назив књижевне врсте јавио се у Атини крајем 6. века п. н. е. Постоји неколико хипотетичких тумачења овог назива. Претпоставља се да је означавао «песму приликом жртвовања јарца» или «песму која се пева да се освоји јарац као награда» или «песму костимираних певача, чланова хора, обучених у јареће коже».

## Постанак и развој
Трагедије су извођене за време празника у част бога Диониса, о Великим или Градским Дионисијама од 9. до 13. дана месеца елафеболиона (март-април) и о Ленејама од 11. до 13. антестериона (фебруар-март). Том приликом су се надметала три трагичка песника, сваки једном трилогијом, или, ако се рачуна и сатирска драма, тетралогијом, и три или пет комичких песника, сваки једном комедијом. Тетралогије су обично представљале једну органску, садржајну целину обрађујући један исти мит. То није био увек случај; свака трагедија могла је да буде посебна садржајна целина. О такмичењу је састављан записник који се звао дидаскалија. Дидаскалија је садржала назив архонта, празник, имена песника и хорова који су се надметали, називе драма којима су се песници такмичили, имена протагониста и судијску оцену.
Грчка трагедија се развила из хорских приредби ритуално-религијске природе. У њима је хорска песма била праћена свирком и игром која је садржала драмски елемент. Игра је «представљала» (првобитно значење грчке речи мимезис) неки мит строго стилизованим и конвенционалним начином глуме. Развијена атичка трагедија сачувала је сва три основна елемента хорске приредбе из које је потекла: хорски, драмски и религиозни елемент. Од самих почетака грчка трагедија била је у вези са култом бога Диониса (првобитно сеоски и вегетативни), распрострањеним међу средњим и нижим слојевима грчког становништва. Код старих Хелена приказивање трагедије представљало је службу богу, део државног култа и по томе се хеленска трагедија разликовала од потоњих, модерних. Ширењу и јачању култа бога Диониса допринели су грчки тирани у 6. веку п. н. е. који су на тај начин покушавали да сузбију друштвени утицај аристократа у чијим су рукама били култови старијих, олимпијских божанстава. За време владавине атинског тиранина Пизистрата око године 535. п. н. е. први пут је изведена трагедија на Великим или Градским Дионисијама. И током 5. века п. н. е. приказивање трагедија било је саставни део пролећних светковина.
Творцем трагедије сматра се песник Теспид (око 535. п. н. е.). Њему се приписује увођење првог глумца и маски. Непоуздани су и подаци да је Теспид увео пролог и говорне одсеке у хорску приредбу из које произишла трагедија. Фриниху се приписује увођење маске за женске ликове и тетраметар, а развоју трагедије је допринео обрадом тема тешких патњи и страдања из митологије. 
Број глумаца је у почетку био ограничен, и сви су били мушкарци. У почетку је све улоге играо један глумац. Есхил је увео другог глумца, а Софокле трећег. Хор је у трагедији био састављен од дванаест хореута, касније (код Софокла) од петнаест, а у комедији од двадесет и четири. У различитим периодима хор је имао разне задатке. Тако је код Есхила хор учествовао у самој радњи. И када не учествује у радњи, хор прати са дубоким саосећањем судбину карактера на позорници. Софоклов хор не утиче на радњу, он је само пасивни посматрач, радњу прати са интересовањем, а у свом суду се не уздиже над обичним људима. Код Еурипида хорске партије заузимају још мање простора и губе на значају. Оно што се код Еурипида тек појављује, код потоњих песника преовлађује: хорске песме су изгубиле сваку везу са радњом и постале су голи умеци. 
Грчка трагедија је свој пуни, развијени уметнички облик достигла током 5. века п. н. е. у доба обарања тираниде и успостављања атинске демократије, одражавајући дух који је владао у Атини од времена великих грчких победа над Персијанцима (490. п. н. е. Маратон, 480-479. п. н. е. Саламина и Платеја) до слома атинске моћи у сукобима са Спартом (пелопонески ратови, коначан пораз Атињана 404. п. н. е.) Најзначајнији трагедиографи тог периода су Есхил (око 525-456. п. н. е), Софокле (496-406. п. н. е.) и Еурипид (480-406. п. н. е.). Сачуван је сразмерно мали број дела ових песника. Седам сачуваних Есхилових су трагедија: Персијанци, Седморица против Тебе, Хикетиде («Прибеглице»), трилогија Орестија коју сачињавају Агамемнон, Хоефоре, («Покајнице» или «Жртва на гробу») и Еумениде и Оковани Прометеј. Такође је сачувано седам Софоклових трагедија: Ајант, Трахињанке, Антигона, Краљ Едип, Електра, Филоктет, Едип на Колону и седамнаест Еурипидових трагедија (којима је као 18. придружен Рес у чију се аутентичност сумња): Алкеста, Медеја, Хераклиди, Андромаха, Хекаба и Хикетиде, Хиполит, Електра и Херакле, Тројанке, Ифигенија на Тауриди, Хелена, Ион, Феничанке, Орест, Ифигенија у Аулиди и Бакханткиње. 
Сачувана су углавном најбоља дела тројице трагедиографа која су већ антички филолози сврстали у антологијска издања.

## Композиција
Композиција развијене грчке трагедије одређена је строго прописаном сменом певаних, хорских одсека и говорних одсека глумаца.
Трагедија почиње монолошким или дијалошким прологом глумца или глумаца. Затим са стране улази у орхестру хор, певајући пародос. Ова песма често наставља експозицију пролога и може имати облик комоса. Следе «чинови» (еписодион) испрекидани лирским песмама хора (стасимон) који стоји у орхестри. На крају хор напушта орхестру певајући ексодос. У трагедији се јавља и глумачка монодија.
Аристотел разврстава елементе трагедије по суштини и по величини.
Делови по суштини су:
- прича, односно радња трагедије,
- карактери, «оно што показује вољу»,
- говор, којим се саопштавају мисли које су у служби воље,
- мисли, «оно чиме лица говорећи нешто доказују или општу мисао исказују»
- представа, начин подражавања, сценско извођење трагедије,
- мелопеја, састављање песама које се певају уз музичку пратњу.

Делови по величини су:
- пролог (почетни чин),
- еписодија (средњи чинови),
- ексодос (завршни чин)
- хорске песме.

Хорске песме се деле на:
пародос (улазну песму),
стасимон (стајаће песме)
Пролог дефинише Аристотел као «целовит део трагедије пре пародоса»; представља уводни монолог или дијалог којим се публика обавештава о радњи која ће уследити. 
Еписодија значи приступ глумца хору; дијалошки део трагедије између целовитих хорских партија. Састоји се од разговора или песама глумца и хора или самих глумаца. У еписодијама се излажу доживљаји и догађаји који припремају развитак радње. Међу говорима треба истаћи и гласничке извештаје у којима се излаже оно што се десило ван позорнице. Број еписодија у трагедијама је варирао. Облик дијалога у коме учесници наизменично изговарају по један стих назива се стихомитија. Представља врсту вербалног дуела који се јавља у најдраматичнијим ситуацијама када се јунаци у великом узбуђењу међусобно сукобљавају и разрачунавају. Када се дијалог развија у полустиховима то је хемистихомитија, а када се одговор састоји од два стиха то је дистихомитија.
Ексода је завршни део античке трагедије иза којег не долази хорска песма. Термин касније означава цео завршни део трагедије, иза последњег стасимона, укључујући и катастрофу.
Катастрофа – акција којом се разрешава и завршава сукоб у радњи драме; тужни завршетак трагичке радње, док у комедији означава решење проблема и опште помирење. До разрешења сукоба долази или логичким развоје заплета, или открићем и преокретом у догађајима, или појавом «бога из машине» (Deus ex machina). 
Пародос је «први целовит говор хора» по Аристотелу; улазна песма хора која се пева при уласку у орхестру. Постоје разне врсте пародоса, неки обавештавају публику од судбини личности, други описују сцену и место радње...
Стасимон је песма коју хор пева кад је заузео место у орхестри. По Аристотелу стасимон је «хорска песма без анапеста и трохеја». Стасимон се пева између еписодија и повезан је са предметом радње. Временом стасимон све више губи везу са радњом у драми и постаје уметак.

## Тематика
Тематика атичке трагедије, осим у ретким случајевима (Фринихове „Феничанке“, Есхилови „Персијанци“) преузимана је из митологије. Сваки је трагичар имао пуну слободу у обради митске приче. Мит није био канонски затворен што је омогућавало његову слободну интерпретацију и поступну реинтерпретацију. Обрађујући познату митску причу песници покрећу и бројна религиозно-филозофска питања, откривајући актуалну димензију и проблематику у традиционалној митско-религиозној теми. Предмет трагедије је страдање јунака, његов пад у сукобу са самим собом, својим идеалима, са околностима, са друштвом и државом, са природним, људским и божанским законима. У античкој драми страдање јунака произилази из његовог супротстављања вољи богова или судбини. 
Аристотел описујући трагедију (О песничкој уметности) настоји да открије њену природу и особености и покаже њену вредност засновану на емоционалном дејству које пружа. Према Аристотелу основни циљ трагедије и начело дејствовања трагедиографске уметности јесте постизање катарсе, емоционалног прочишћења, пражњења, растерећења од афеката које приказивање трагичке радње изазива код гледаоца. Трагички песник приказивањем радње у којој јунаци страдају, (сопственом грешком – хамартија – трагичка кривица) описивањем узрока и начина човековог пада, изазивају јад (потресеност, ганутост) и језу (страву, ужас) код гледалаца који се са тим јунацима поистовећују. У исто време гледалац доживљава и неку врсту пражњења, психофизичког растерећења од тих афеката што изазива осећање олакшања код гледаоца и пружа му уживање.